# Enterprise (voilier)
Pour les articles homonymes, voir Enterprise.
Enterprise est un voilier créé en 1930 pour le syndicat Vanderbilt pour répondre aux challenger britannique de la coupe de l'America, le Shamrock V.

## Construction
Construit aux chantiers navals Herreshoff Mfg. Co., le bateau est dessiné par William Starling Burgess et porte pour la régate le numéro J4. Il est le premier defender américain dans la toute nouvelle Classe J.

## Carrière
Nettement plus moderne dans sa conception que ses concurrents Whirlwind, Weetamoe et Yankee, il est naturellement sélectionné pour prendre part à la régate :
- C'est le premier voilier de course conçu avec un mât en duralumin.
- C'est aussi le premier voilier à recevoir un équipement pléthorique de 23 winchs.

Son avance technologique permet de remporter haut la main la confrontation de 1930 à Newport face à son concurrent le Shamrock V, construit en bois.
Considéré comme dépassé par son propriétaire, il fut vendu à la démolition en 1935, seulement cinq ans après sa construction.